# Testemełci
Testemełci (mac. Тестемелци) – opuszczona wieś w gminie miejskiej Sztip w środkowej Macedonii Północny.

## Demografia
Według spisu ludności z 2002 we wsi Testemełci mieszkało 0 mieszkańców.